# Puente Ferroviario Rawson-Playa Unión
El puente ferroviario Rawson-Playa Unión es un puente ferroviario argentino, parcialmente conservado, que unía las localidades de Rawson y Playa Unión. Desde su inauguración el 17 de noviembre de 1923 y hasta 1961 fue parte del desaparecido ramal a Playa Unión que conectaba esta zona con el Ferrocarril Central del Chubut para transporte de cargas y pasajeros. El puente fue utilizado por material rodante a vapor y diésel desde el comienzo al final del ferrocarril.
Por su valor histórico fue declarado por la municipalidad de Rawson Monumento Municipal Histórico, siendo el propósito de esta declaración lograr el resguardo y revalorización para las generaciones futuras.

## Ubicación

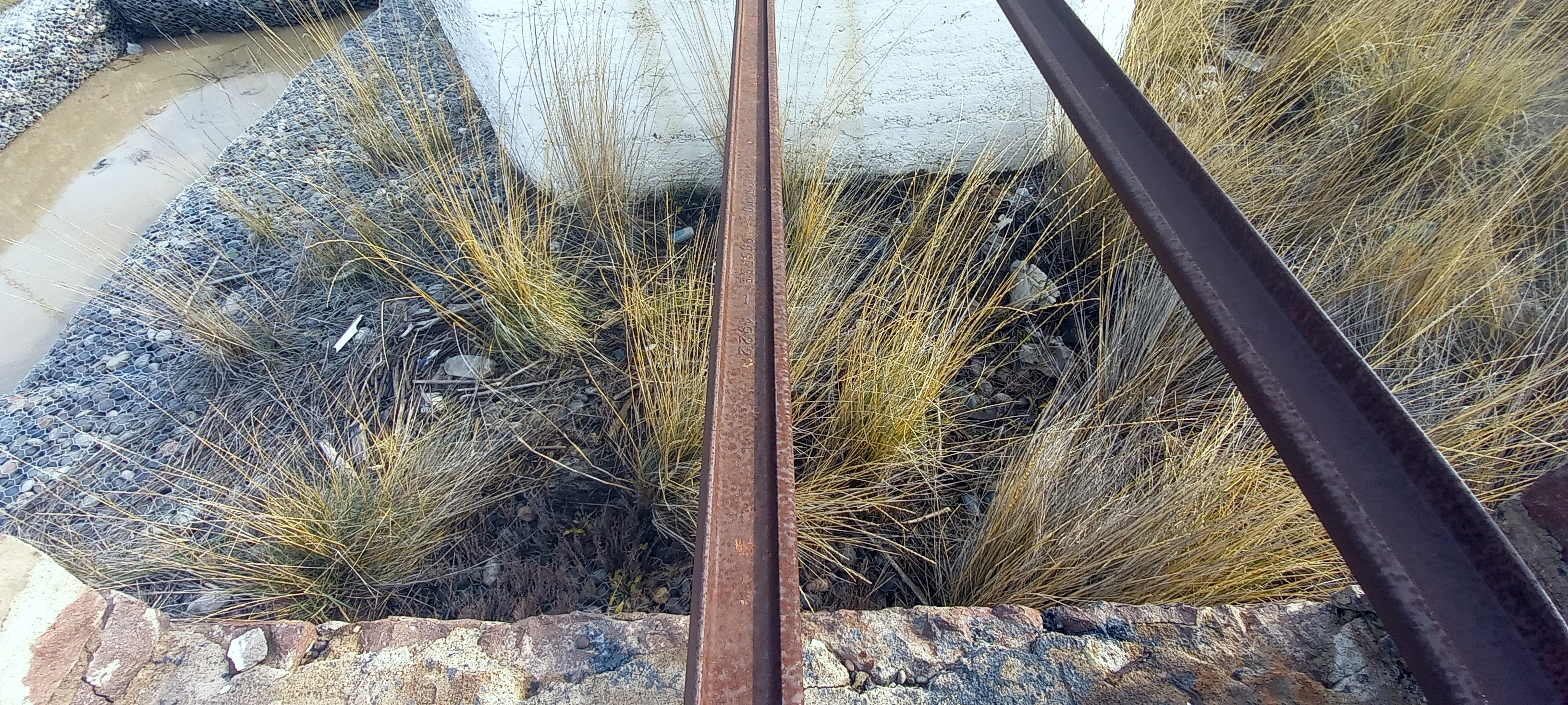
Últimas vías del ramal a Playa Unión con fecha coincidente de las obras del mismo y el nombre del estado como propietario.

Lo que queda del puente se halla sobre avenida Antártida Argentina, doscientos metros antes de ingresar a Playa Unión. El puente fue notado como alcantarilla de hormigón - puente, según el itinerario de detalles de la vía entre Puerto Madryn y Alto de Las Plumas, y ramales. De este modo, se lo constituyó entre estación Rawson (kilómetro 88) y el  apeadero Desvío km 93 (paso previo a estación Playa Unión).

## Historia y características

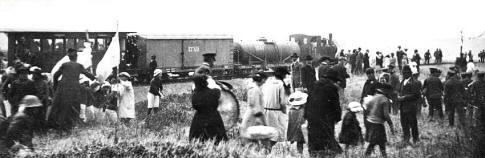
Inauguración de la estación Playa Unión con la llegada del tren en 1923.

El puente se ubica sobre el desaparecido ramal Trelew - Playa Unión. Más allá de las habituales tareas de pasajeros y cargas, desde sus inicios el ferrocarril fue encargado de impulsar como destino turístico Playa unión. Con la inauguración del ramal la infraestructura no estaba completa y se dejaba un vagón que oficiaba de estación en Playa Unión. El viaje partía a las 14 horas el sábado y domingo. Se disponía 20 o 21 coches de pasajeros que iban a esta playa. Cuando no alcanzaban se ponían furgones. El problema surgía a la vuelta, porque se quedaba el tren allá y tenía que traer a los que fueron a la mañana y a la tarde. 
En sus comienzos el ferrocarril promovía el turismo al balneario que no tenía infraestructura, por lo que dejaba sus vagones al servicio de los pasajeros y luego proseguía viaje. Los usuarios del tren eran responsables de mantenerlos higiénicos hasta le el regreso de la próxima formación que los buscaba. Los pasajeros tenían una gran responsabilidad, ya que entregaban los mismos en buenas condiciones y no contaminaban la playa con basura en esos tiempos.
Los principales servicios eran los fines de semana y durante el verano.
Según los registros de periodísticos de la época, «hacia 1946 los trenes hacia Playa Unión veían colmada su capacidad, no alcanzando a satisfacer las demandas de los pasajeros». El viaje entre Rawson y Playa Unión duraba entre 15 y 20 minutos. Desde los años 1920 en adelante acompañado por el ferrocarril, el balneario se fue consolidando a partir de la construcción de casas de veraneo de familias de las restantes ciudades del valle inferior del río Chubut. La piedra fundamental y las primeras casas aparecieron en 1923, junto con la estación.
Existen diversos testimonios sobre el alto uso de la estación y este puente  en las vacaciones de verano:

Nos asomábamos al patio y contábamos en ese momento cuántos vagones iban. En una oportunidad alcancé a contar 22.
Nelly Abeledo (vivía cerca de la estación Rawson).

Cuando el tren llegaba a la Playa y paraba, los que venían en el último vagón hacían una caminata como de 200 metros o más para llegar a la costa.
Oscar Castelli.

Todo cesó a fines de 1961 cuando el ferrocarril es clausurado por el plan Larkin ordenado por Arturo Frondizi para achicar el tamaño del estado históricamente deficitario.

### Tras la clausura
Tan solo 7 años del cierre del ferrocarril la población de Rawson comenzó a manifestar incomodidad con las abandonadas vías del ramal. En una nota de 1968 en el diario Jornada se acusó a los durmientes de ser peligrosos en sus bordes astillados, a las vías de ser poco estéticas y al terraplén de entorpecer el tráfico automotor. Se recordaba que el ferrocarril era inviable y que debía ser levantada su infraestructura para completar el progreso del pujante Rawson.
Desde 1969 a 1975 los gobiernos nacionales militares y peronistas levantaron la vía de todo el ferrocarril y ramales anexos. Sin embargo, en el ramal a Playa Unión se vieron arrasados los terraplenes de la zona urbana de Rawson a Playa Unión. Ya para inicios de la década de los años 1990 no había indicios casi de rastros ferroviarios en el tramo Trelew - Playa Unión. Por estos hechos, solo la exestación Playa unión y el puente resultan ser ubicables hoy en día. Incluso se llegó a desmantelar la estación Rawson en pos del progreso urbano.
Con el cierre del ramal, el edificio de la estación Playa Unión fue remodelado y transformado en comisaría de la Policía de la Provincia del Chubut.
Para el 17 de diciembre de 1993 el Consejo Deliberante de Rawson declaró a los restos del puente patrimonio histórico municipal. De este modo, la ordenanza 3548/93 tiene el objetivo de restaurar, resguardar y buscar la concientización sobre el pasado del puente y el ferrocarril a través de cartelería.
Actualmente, claramente se puede ver el puente con una sección de vías. El mismo se haya ubicado en medio de la autovía de doble trocha que une Playa Unión con Rawson. En 2013 como parte de los festejos de los 90 años de la llegada del ferrocarril al balneario; se inauguró nueva cartelería con información histórica del ferrocarril. Gracias a los esfuerzos de la escuela 776 y la colaboración de vialidad provincial, se colocaron dos carteles nuevos para concientizar del pasado de la zona y el puente. Además, se erigió otro monumento; que también recuerda al extinto ferrocarril. El mismo está compuesto por una pared pequeña donde se recreó la vía con durmientes y rieles traídos de La Trochita de Esquel.

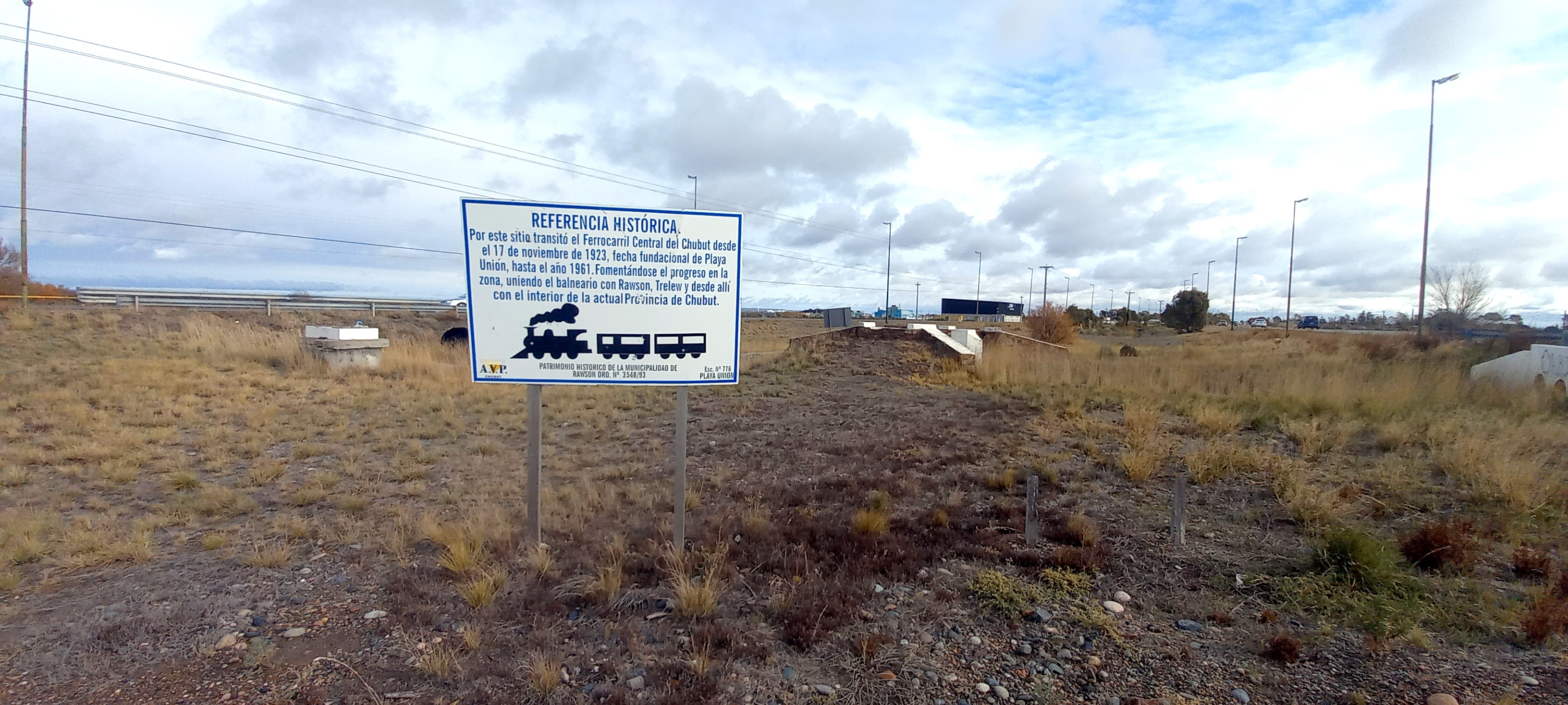
Los restos del puente alcantarilla vuelto monumento municipal con cartelería informativa. Nótese que el curso de agua aun fluye por el lugar y es atravesado por otros dos puentes alcantarillas que son surcados por la ruta provincial